# 富山県道1号富山魚津線
富山県道1号富山魚津線（とやまけんどう1ごう とやまうおづせん）は、富山県富山市と魚津市を結ぶ県道（主要地方道）である。

## 概要
基本的には2車線道路であるが、魚津市街および滑川市街を通るルートは、道幅が狭い。また、滑川市橋場町の中川を渡る区間（雪島橋、落合橋）は、ロータリー方式の一方通行（雪島橋は魚津方面、落合橋は富山方面）となっている。

### 路線データ
- 起点：富山県富山市田尻西（国道8号・富山県道7号富山八尾線交点）
- 終点：富山県魚津市本町1丁目5番（富山県道52号石垣魚津インター線・富山県道2号魚津生地入善線交点）

## 歴史
- 1977年（昭和52年）3月1日 - 路線認定（魚津氷見線から分立）[2]。
- 1990年（平成2年）8月2日 - 魚津市内のバイパスが開通[3]。
- 1993年（平成5年）5月11日 - 建設省から、県道富山魚津線が富山魚津線として主要地方道に指定される[4]。
- 1995年（平成7年）10月12日 - 滑川バイパス（滑川市坪川 - 滑川市中村間3.2㎞、幅員15.5m（左右3mの歩道あり）、道脇にハナミズキを植樹）が開通[5]。

## 路線状況

### 重複区間
- 国道415号（富山市四方荒屋・四方荒屋交差点 - 富山市西宮町・千原崎交差点）
- 富山県道30号富山港線（富山市西宮町 地内）
- 富山県道3号富山立山魚津線（滑川市三ケ・三ケ交差点 - 魚津市本町1丁目）

## 道の駅
- 道の駅ウェーブパークなめりかわ

## 地理

### 通過する自治体
- 富山市
- 滑川市
- 魚津市

### 交差する道路
- 国道8号・富山県道7号富山八尾線（富山市田尻西・田尻交差点、起点）
- 国道415号・富山県道205号練合宮尾線（富山市四方荒屋・四方荒屋交差点）
- 国道415号・富山県道30号富山港線（富山市西宮町・千原崎交差点）
- 富山県道30号富山港線（富山市西宮町）
- 富山県道172号八幡田稲荷線（富山市海岸通・海岸通交差点）
- 富山県道171号浜黒崎宮町線（富山市日方江）
- 富山県道15号立山水橋線（富山市水橋中村町）
- 富山県道61号滑川上市線（滑川市河端町）
- 富山県道51号蓑輪滑川インター線（滑川市神明町）
- 富山県道320号古鹿熊滑川線（滑川市坪川・坪川交差点）
- 富山県道138号栗山追分線（滑川市吉浦）
- 富山県道3号富山立山魚津線（滑川市三ケ・三ケ交差点）
- 富山県道52号島尻魚津インター線・富山県道2号魚津生地入善線（魚津市本町1丁目、終点）

### 橋
- 萩浦橋（富山市草島、富山市千原崎間、国道415号と重複）
- 今川橋（富山市高木、富山市水橋辻ヶ堂間）
- 浦の橋（富山市水橋川原町・水橋山王町、富山市水橋大町・水橋西天神町間）
- 魚躬橋（滑川市魚躬地内）
- 早月橋（滑川市三ケ、魚津市三ケ間）

### 沿線にある施設など
富山市
- JAなのはな和合支店
- 昭和電工研装
- 富山港線
  - 萩浦小学校前駅 - 東岩瀬駅 - 競輪場前駅 - 岩瀬浜駅
- ウエルシア富山岩瀬店
- 富山市立岩瀬小学校
- 富山競輪場
- 岩瀬カナル会館
- 岩瀬漁港
- 東ソー・セラミックス富山工場
- 岩瀬浜海水浴場
- 富山市パークゴルフ場
- 三菱ケミカルエンジニアリング
- 日方江温泉
- 富山県立富山学園（児童自立支援施設）
- 富山市浜黒崎浄化センター
- 富山市立浜黒崎小学校
- 浜黒崎海水浴場
- 水橋フィッシャリーナ
- 水橋漁港
- ウエルシア富山水橋店
- 水橋温泉

滑川市
- フットボールセンター富山（北陸建工グループ アスリートフィールド）
- 櫟原神社
- はなます公園
- 旧深層水体験施設 タラソピア
- ほたるいかミュージアム
- 滑川漁港
- 海洋深層水分水施設 アクアポケット
- 早月川河川敷の水溜り

魚津市
- 魚津総合公園
  - 魚津水族館
  - ミラージュランド
- 魚津補助港
- 万灯台
- 魚津城跡
- 米騒動発祥の地
- 大町海岸公園